# كنيسة ميلوسا

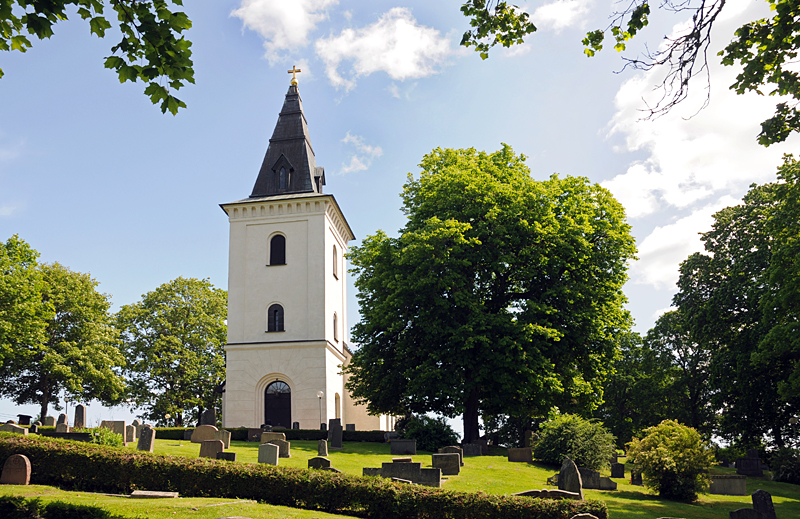
كنيسة ميلوسا في يونيو 2011

كنيسة ميلوسا هي كنيسة تقع بقرية ميلوسا بمحافظة فلين بمقاطعة سودرمانلاند بالسويد، وتتبع جمعية ميلوسا.

## التاريخ
بنيت الكنيسة في عام 1200، و آخـر تغيير خارجي حدث في عام 1874 حينما تم بناء البرج، جرن المعمودية هو أقدم شيء بائت في الكنيسة حيث يعود وجوده لتاريخ 1100.